# Línea Amarilla (Tren Metropolitano de Cochabamba)

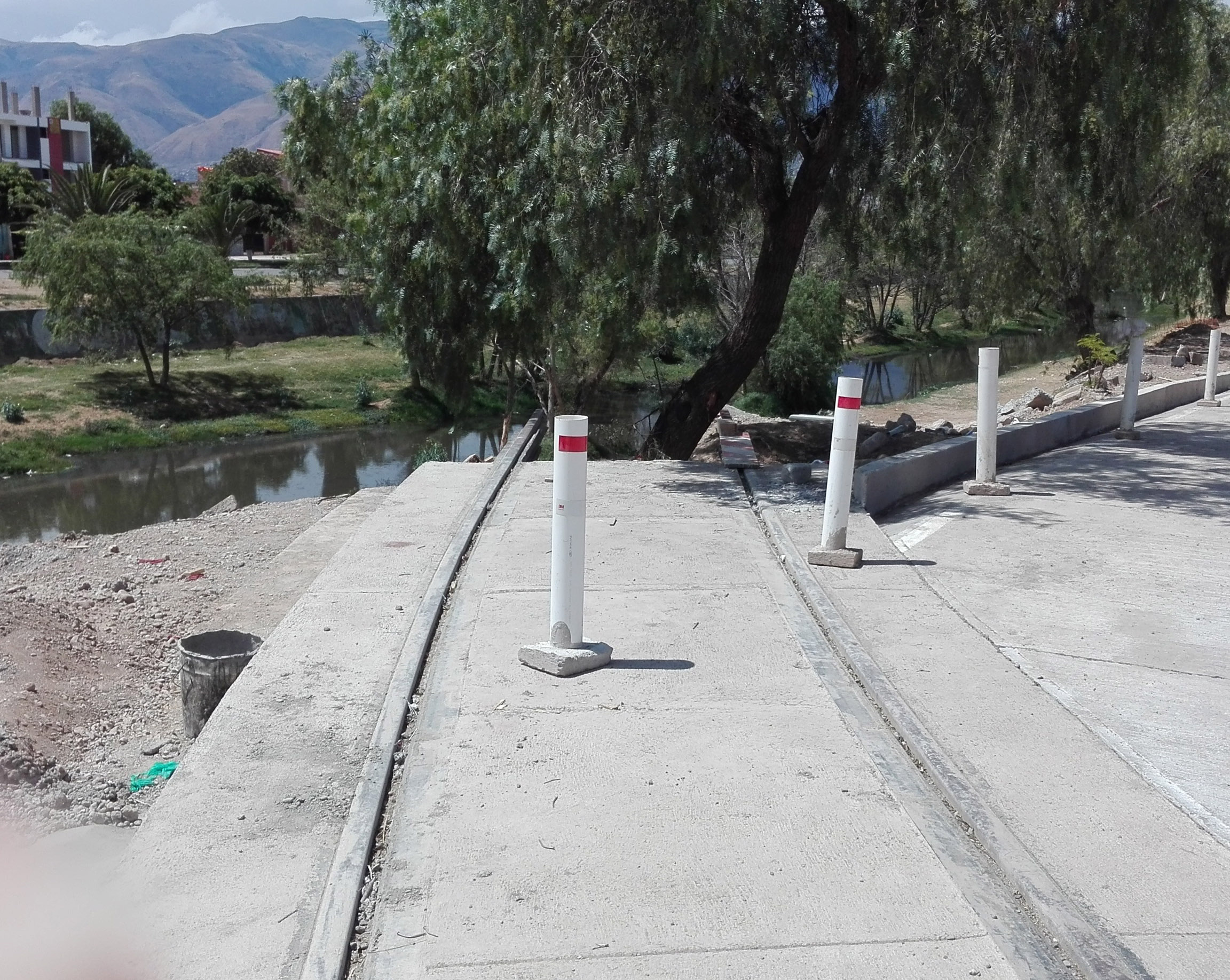
Carril de la línea Amarilla.

La Línea Amarilla del Tren Metropolitano de Cochabamba (Mi Tren) es una línea en construcción que recorrerá la ciudad de Cochabamba, partiendo desde la vieja estación del Ferrocarril Cochabamba-Santa Cruz, atravesando el Aeropuerto Jorge Wilstermann (cerca de la terminal aérea), finalizando en la Nueva Terminal de Buses de la ciudad, ubicado en Albarancho, al sur de la ciudad de Cochabamba. 

## Historia
En el 2021 el ministro de Obras Públicas, Servicios y Vivienda, Edgar Montaño, y el alcalde de Cochabamba, Manfred Reyes anunciaron que el trazado recorrerá el río Rocha.
En el 2021 se presentó una propuesta que se planea pasar por los desniveles de Huayna Cápac, Quillacollo, Cobija y Cala Cala, los parques de la Familia y Vial, la avenida Ramón Rivero y el jardín botánico.
En febrero de 2023 se informó la llegada de los cuatro vagones mientras que se espera que el quinto se espera que arribe en el 21 de febrero. Asimismo s se reportó que la línea Amarilla está en al menos el 21%.
En febrero de 2023 se informó que los vagones se encuentran en Chile y arribarán a Cochabamba. Los vagones tienen una inversión de más de 262 millones de bolivianos.
En el 2023 se presentó una nueva propuesta del trazo de la línea que recorrerá 3,7 kilómetros desde la antigua estación de San Antonio, pasara por un túnel subterráneo de más de 300 metros de largo bajo el aeropuerto Jorge Wilstermann y culminando en la nueva terminal de buses de Albarrancho.
El coordinador general de la Unidad Técnica de Ferrocarriles (UTF), Augusto Chassagnez, anunció el inicio de los trabajos de la ejecución de la obra de construcción luego que la Gobernación de Cochabamba emitiera la licencia ambiental del proyecto.